# Patto mondiale delle Nazioni Unite

Logo del Patto mondiale delle Nazioni Unite (UN Global Compact)

Il Patto mondiale delle Nazioni Unite (United Nations Global Compact in inglese) è un patto non vincolante delle Nazioni Unite, nato per incoraggiare le imprese di tutto il mondo ad adottare politiche sostenibili e osservanti la responsabilità sociale d'impresa, e per rendere pubblici i risultati delle azioni intraprese. 
Esso fornisce una cornice che riunisce dieci principi nelle aree dei diritti umani, lavoro, sostenibilità ambientale e lotta alla corruzione. Attraverso il Patto Mondiale, le aziende lavorano con le agenzie delle Nazioni Unite, i gruppi sindacali e la società civile. Le città possono aderire attraverso il Programma Città. Rappresenta la principale iniziativa al mondo avente ad oggetto la responsabilità sociale d'impresa, con 13.000 partecipanti aziendali e altri soggetti interessati in oltre 170 paesi, e con due obiettivi principali: "integrare i dieci principi all'interno delle attività commerciali in giro per il mondo" e "catalizzare le azioni a supporto dei più ampi obiettivi delle Nazioni Unite, come gli Obiettivi di sviluppo del Millennio e gli Obiettivi di sviluppo sostenibile". Il Patto e i suoi firmatari si dicono profondamente impegnati ed entusiasti nel supportare i lavori di realizzazione degli Obiettivi di sviluppo sostenibile.

## Storia
Il Patto Mondiale delle Nazioni Unite è stato annunciato dal Segretario Generale della Nazioni Unite, Kofi Annan durante un discorso tenuto al Forum economico mondiale (World Economic Forum in inglese) il 31 gennaio 1999, mentre il lancio ufficiale del Patto si è tenuto presso la Sede della Nazioni Unite a New York il 26 luglio 2000. L'Ufficio del Patto Mondiale opera sulla base del mandato stilato dall'Assemblea Generale delle Nazioni Unite come un'organizzazione che "promuove le pratiche di responsabilità commerciale e i valori delle Nazioni Unite all'interno della comunità imprenditoriale mondiale e del Sistema delle Nazioni Unite." Il Patto Mondiale delle Nazioni Unite è membro fondatore dell'iniziativa delle Nazioni Unite "Sustainable Stock Exchanges" (SSE), assieme al network della rete dei Principi per l'Investimento Responsabile (Principles for Responsible Investment in inglese), dell'Iniziativa delle Nazioni Unite per il Finanziamento dei Programmi per l'Ambiente (United Nations Environment Programme Finance Initiative in inglese), e la Conferenza delle Nazioni Unite sul Commercio e lo Sviluppo.

## I Dieci Principi
Il Patto Mondiale fu inizialmente lanciato con 9 principi. Il 24 giugno 2004, durante il primo Summit "Global Compact Leaders", Kofi Annan ha annunciato il decimo principio contro la corruzione secondo la Convenzione delle Nazioni Unite contro la Corruzione adottata nel 2003.
Diritti Umani
- Principio 1: Le aziende devono sostenere e rispettare la protezione dei diritti umani riconosciuti a livello internazionale; e
- Principio 2: Le aziende devono assicurare di non essere complici di abuso dei diritti umani;

Lavoro
- Principio 3: Le aziende devono sostenere la libertà di associazione e l'effettivo riconoscimento del diritto alla contrattazione collettiva;
- Principio 4: Le aziende devono sostenere l'eliminazione di tutte le forme di lavoro forzato ed obbligatorio;
- Principio 5: Le aziende devono sostenere l'abolizione effettiva del lavoro minorile;
- Principio 6: Le aziende devono sostenere l'eliminazione della discriminazione nell'impiego e nell'occupazione.

Ambiente
- Principio 7: Le aziende devono supportare l'applicazione del principio precauzionale alle sfide ambientali;
- Principio 8: Le aziende devono portare avanti iniziative per promuovere una maggior responsabilità ambientale;
- Principio 9: Le aziende devono incoraggiare lo sviluppo e la diffusione di tecnologie pulite incoraggiare lo sviluppo e la diffusione di tecnologie favorevoli all'ambiente.

Anti-corruzione
- Principio 10: Le aziende devono lavorare contro la corruzione in ogni sua forma, comprese le estorsioni e la subornazione.

## Promozione del Patto
Il Patto mondiale delle Nazioni Unite non rappresenta uno strumento regolatore, ma piuttosto un forum di discussione e un network per le comunicazioni tra governi nazionali, aziende e sindacati, le cui azioni intendono influenzare il dibattito, e organizzazioni della società civile in rappresentanza dei soggetti interessati. Il Patto mondiale afferma che una volta che le aziende abbiano reso esplicito il supporto ai Dieci Principi del Patto, ciò "non vuol dire che il Patto mondiale riconosca o certifichi che queste società abbiano adempiuto ai principi del Patto." Piuttosto, come menzionato durante un'intervista al Direttore esecutivo Lise Kingo, il Patto si pone l'intento di essere "cani da guida, non cani da guardia," nel tentativo di dare priorità il reperimento di risorse e supporto anziché tentare di imporre una disciplina.

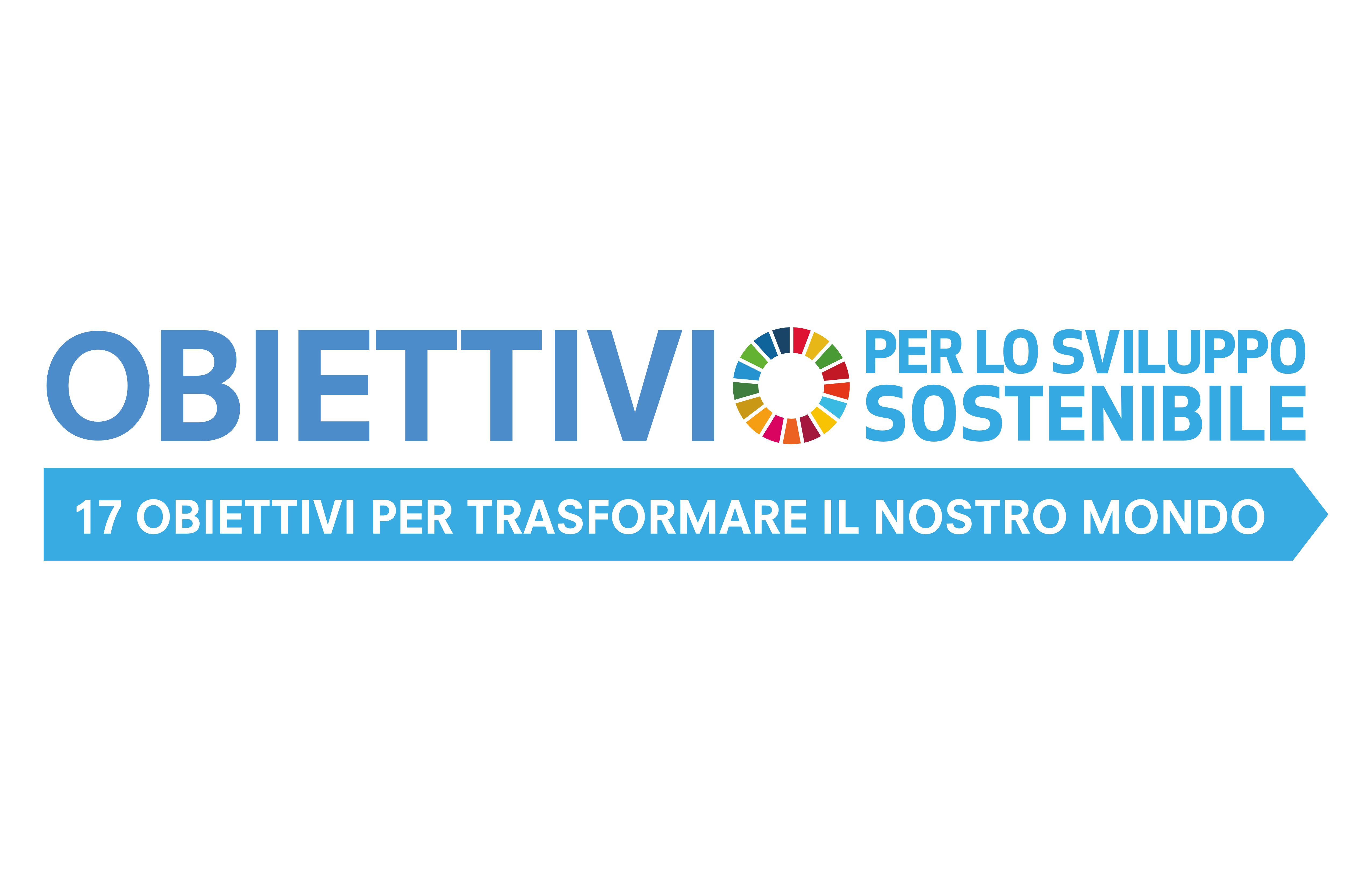
Logo dell'iniziativa dei 17 Obiettivi di Sviluppo Sostenibile (Sustainable Development Goals, SDG)

Gli obbiettivi del Patto Mondiale delle Nazioni Unite sono intenzionalmente flessibili e di carattere generale, ma differenzia i canali attraverso i quali fornisce agevolazioni e incoraggia il dialogo sono i seguenti: dialoghi sulle politiche, apprendimento, network locali e progetti. Dati i recenti dibattiti e summit sul clima, il Patto mondiale continua a giocare un ruolo cruciale nell'aiutare i firmatari e parzialmente l'operato dei governi per raggiungere gli Obbiettivi di Sviluppo Sostenibile (dall'inglese, Sustainable Development Goals o SDGs). Gli studi recenti indicano che le aziende sono più disponibili che mai agli interventi del settore privato, come ad esempio il porre un costo alle emissioni di gas serra (il c.d. carbon pricing o carbon tax), o altri meccanismi per contribuire a frenare gli effetti sul clima nel quadro delle soluzioni aziendali. Il Patto mondiale mira anche a produrre periodicamente strumenti e guide che le aziende e le organizzazioni no profit potrebbero adoperare nei propri tentativi di supportare la missione generale del Patto. Un esempio è il SDG Compass, sviluppato in collaborazione con il Global Reporting Initiative (GRI) e il Consiglio Mondiale delle aziende per lo sviluppo sostenibile (dall'inglese, World Business Council for Sustainable Development o WBCSD), che rappresenta una raccolta di risorse (analisi degli obbiettivi, indicatori per le aziende, strumenti per i soggetti interessati) che le compagnie possono utilizzare nel individuare il proprio ruolo nel raggiungere gli SDGs.

## Storia del Patto

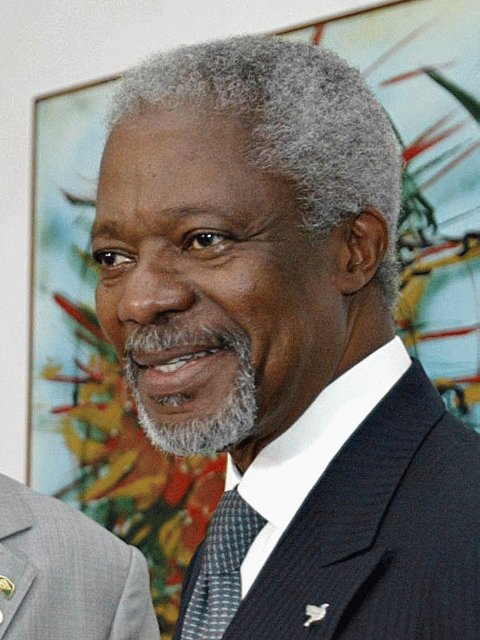
Il Segretario generale delle Nazioni Unite (1997-2006), Kofi Annan

Il primo Summit del Patto Mondiale delle Nazioni Unite del 2004, presieduto dall'allora Segretario Generale delle Nazioni Unite, Kofi Annan, si tenne il 24 giugno 2004 presso la sede dell'ONU a New York, Stati Uniti. Il summit, a cui parteciparono circa 500 tra rappresentanti dei governi nazionali, sindacati e agenzie ONU, mirava a convogliare "una maggior attenzione e un maggior slancio" al Patto Mondiale, sviluppando raccomandazioni in relazioni all'evoluzione dell'iniziativa del Patto.

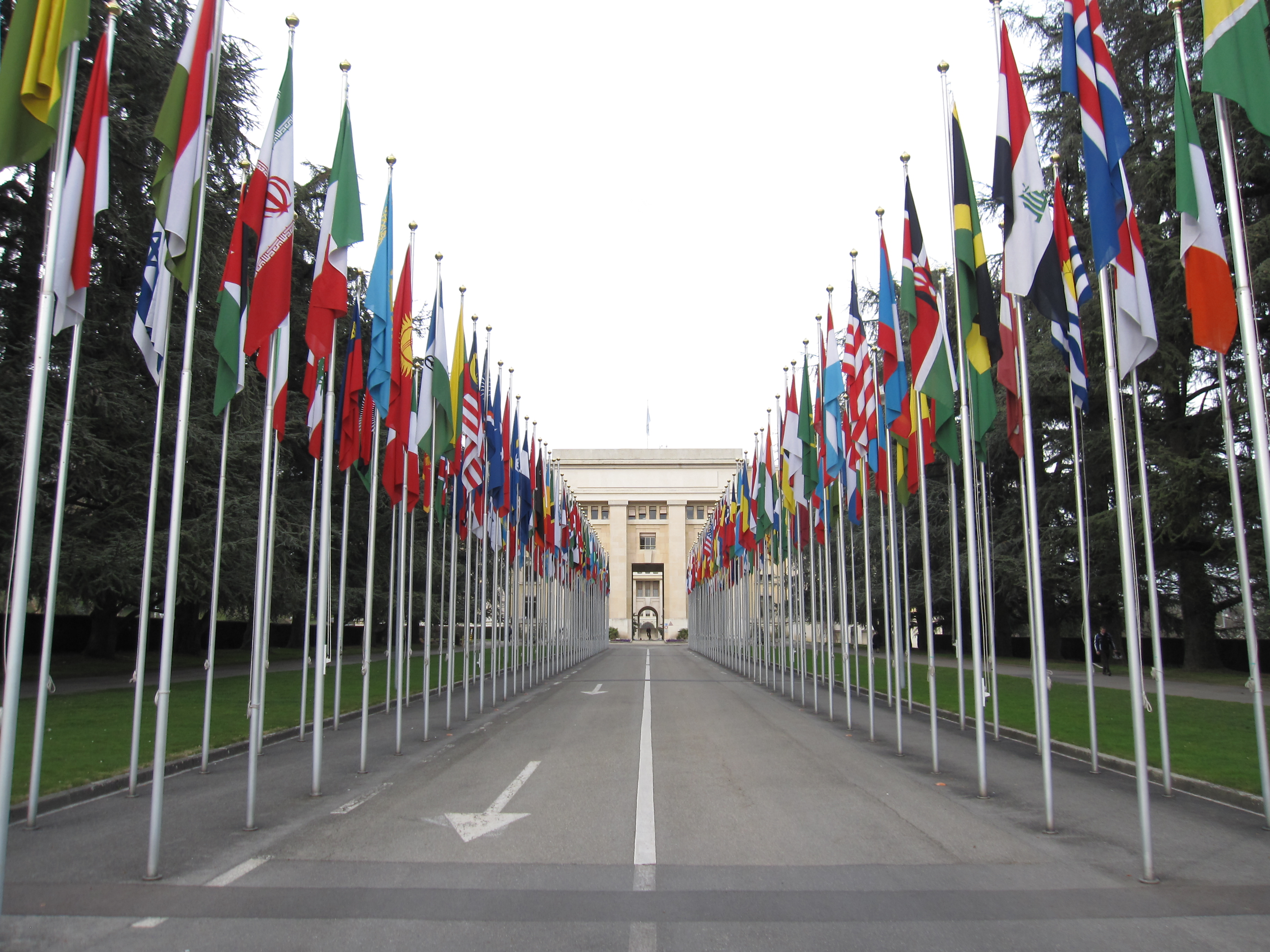
Il Palazzo delle Nazioni a Ginevra, Svizzera

Il secondo Summit del Patto Mondiale del 2007, presieduto dall'allora Segretario Generale Ban Ki-moon, si tenne il 5 e 6 luglio 2007 presso il Palazzo delle Nazioni a Ginevra, Svizzera. L'intento del summit fu quello di diffondere i Dieci Principi all'interno delle attività economiche in tutto il mondo. Al secondo summit parteciparono oltre 1.100 partecipanti tra leader e rappresentanti di aziende, governi nazionali, società civile, sindacati e accademici. A conclusione del summit, i partecipanti hanno convenuto su una valutazione del progresso dell'iniziativa, il rinnovo degli impegni presi verso l'implementazione dei Dieci Principi e prospettare il futuro del Patto mondiale. Inoltre, venne adottata la Dichiarazione di Ginevra sulla responsabilità aziendale.
Nel 2009, anche l'organizzazione Rotary International iniziò a collaborare con il Patto Mondiale.
In occasione del decimo anniversario dall'avvio del Patto mondiale, il terzo Summit del Patto mondiale del 2010 si tenne il 24 e 25 giugno 2010, a New York. Nell'occasione venne rilascio il Progetto per la Leadership della sostenibilità aziendale, che identificò i criteri guida collegati all'implementazione dei Dieci Principi, gli sforzi per supportare gli obbiettivi di sviluppo e l'impegno del Patto Mondiale.
Sin dalla sua creazione nel 2000, il Patto Mondiale delle Nazioni Unite si è concentrato principalmente nell'aiutare a raggiungere gli Obiettivi di sviluppo del Millennio (dall'inglese, Millennium Development Goals o MDG). Tuttavia, a seguito della loro scadenza nel 2015, la priorità principale del Patto mondiale è stato aggiornato e modificato verso una ricerca e progresso verso il raggiungimento degli Obbiettivi di Sviluppo Sostenibile (dall'inglese, Sustainable Development Goals o SDGs) entro le scadenze degli stessi, fissate al 2030. Inoltre, sua estensione complementare intende essere il Global Digital Compact, che si propone di fungere da linea guida per il mondo delle tecnologie digitali e della governance di internet.

## IlProgramma Cittàdel Patto Mondiale
Nel 2001 la città di Melbourne, Australia propose che anche le città potessero entrare nel Patto mondiale, in modo tale che si potessero impegnare chiaramente per un cambiamento positivo verso i principi del Patto mondiale. La proposta fu accettata e il Programma per le città fu lanciato nel 2002. Venne creato come una componente fortemente incentrata sulla dimensione urbana del Patto Mondiale con il suo Segretariato Internazionale inizialmente situato a Melbourne.
Lo scopo del programma è migliorare il tenore di vita nella città in tutto il mondo.
Melbourne è stata la prima città a divenire parte del Patto Mondiale della Nazioni Unite, nel giugno 2001. Ad oggi il Patto conta 80 città membri.
Nell'aprile 2003, sotto la direzione di David Teller, è stato elaborato un framework, denominato Modello Melbourne (Melbourne Model in inglese), il quale rappresentò un superamento dei Dieci Princìpi. Nel far ciò venne creata una ripartizione delle risorse di governi, aziende e società civile all'interno di una partnership multi-settoriale in modo da sviluppare un progetto concreto che andasse a porre rimedio a un problema urbano apparentemente intrattabile. Nel 2007, l'allora Direttore, Paul James (2007-2014) e i suoi colleghi Dott. Andy Scerri e Dott. Liam Magee, hanno ulteriormente sviluppato questa metodologia integrando il modello di collaborazione con un framework composto di quattro principali domini, denominato i "Cerchi della sostenibilità."
Nel 2007 la sede del Segretariato è stato spostato dal Comitato per Melbourne all'Istituto di ricerca sulle città globali presso il Royal Melbourne Institute of Technology (RMIT), a sua volta affiliata con il Programma delle Nazioni Unite per gli insediamenti umani (UN-HABITAT). In tale sede, i progetti legati alle iniziative cittadine di risposta al cambiamento climatico globale e la globalizzazione sono divenuti sempre più importanti. Il Modello Melbourne è stato ulteriormente elaborato, con lo sviluppo di un programma di indicatori di sostenibilità come metodo di valutazione e di monitoraggio dei progressi. Nel 2012, il metodo dei Cerchi della sostenibilità è stato elaborato per guidare una città o una regione urbana attraverso un processo di valutazione. Come risultato esso fornisce una immagine illustrativa della sostenibilità generale di tale città, allo scopo di mostrare i suoi punti di forza e le debolezze.
Nel 2015, il Professore del RMIT, Ralph Horne è divenuto il terzo direttore del Programma Città del Patto Mondiale delle Nazioni Unite, e nel febbraio 2016 è stato organizzato il Campus Urban Thinkers presso il RMIT, in collaborazione con l'organizzazione cristiana World Vision International, come parte della campagna per la Conferenza delle Nazioni Unite Habitat III, tenutasi a Quito, Ecuador nell'ottobre 2016. Il tema del Campus era "Ethical cities: Locking in Liveability". A ciò è seguita l'organizzazione di un Forum per l'innovazione urbana sulle città etiche nel luglio 2016 a Barcellona, Spagna come collaborazione tra il Programma Città del Patto Mondiale delle Nazioni Unite, RMIT Europa e UN-HABITAT.
Ad agosto 2020, risultavano partecipanti 120 città al Network delle città, di cui 85 in America Latina e Caraibi. Milwaukee, Wisconsin e San Francisco, California erano le uniche città statunitensi facenti parte del Programma. Il Programma Città è stato concluso il 15 febbraio 2021.

## Network locali
Network locali del Patto Mondiale portavano avanti l'iniziativa e i suoi dieci princìpi a livello nazionale. Si contavano intorno agli 85 network locali in totale. Questi network hanno aiutato le aziende e le organizzazioni no-profit a comprendere il significato dell'imprenditoria sostenibile all'interno di diversi contesti nazionali, culturali e linguistici. Inoltre, vi erano programmi correlati per temi specifici di interesse, come l'iniziativa dell'Imprenditoria per la Pace, che aveva lo scopo di diffondere la consapevolezza tra le aziende e altre organizzazioni in merito a instabilità e conflitto, in modo tale che tali entità potessero aiutare a risolvere queste problematiche con l'assistenza dei loro network locali.
I network locali erano pensati per essere entità indipendenti, auto-governate e auto-gestite, che lavoravano a stretto contatto con la sede del Patto Mondiale delle Nazioni Unite a New York e che coordinavano le attività come punti di contatto per i firmatari del Patto nei loro rispettivi paesi.

### Australia
Il Network del Patto Mondiale delle Nazioni Unite in Australia (GCNA, dall'inglese Global Compact Local Network in Australia in inglese) è stato fondato nel 2009 da un comitato direttivo designato dalla comunità imprenditoriale australiana e vari stakeholders. È stato formalmente incorporato nel 2011 come Global Compact Network Australia Limited, e si tennero delle elezioni per la nomina del consiglio di amministrazione inaugurale. Nel 2011 ha fondato due gruppi dirigenti guidati da imprenditori e operanti nel campo dei diritti umani e della lotta alla corruzione. Il GCNA trae i suoi fondi direttamente dai membri e dalle loro attività, contrariamente a molte reti che si affidano seppur parzialmente a fondi governativi.

### Bulgaria
Il Network del Patto Mondiale in Bulgaria è stato fondato nel gennaio 2003, sotto gli auspici dell'allora Presidente della Repubblica di Bulgaria, Georgi Parvanov. L'iniziativa volontaria ha coinvolto 120 aziende bulgare, organizzazioni non governative e il settore accademico all'interno di un'unica grande rete. Tutti i membri sono riuniti attorno all'idea di applicare i dieci principi del Patto Mondiale delle Nazioni Unite nelle loro pratiche quotidiane ed essere dei cittadini aziendali responsabili. Nel 2006, per rafforzare e potenziare il ruolo dell'iniziativa, è stata introdotta una struttura gestionale composta di un Comitato consultivo e di un Segretariato. Per il periodo 2006-2010 le attività della rete sono state supportate dalla divisione bulgara del Programma della Nazioni Unite per lo sviluppo (UNDP, dall'inglese United Nations Development Programme). Con l'attiva partecipazione e il contributo finanziario dei propri membri, il Network ha organizzato numerose iniziative inerenti all'ambiente, la salute, l'educazione e la gioventù. Tra queste iniziative vi sono progetti come "Unleashing Entrepreneurship", "Love Bridge", "Sharing Best Practices in Corporate Social Responsibility".
Con la fine del supporto da parte dell'UNDP Bulgaria, il Network del Patto Mondiale delle Nazioni Unite in Bulgaria ha identificato e formulato una nuova strategia per la sostenibilità. Tra il 2009 e il 2010 i membri del network hanno firmato un accordo quadro istituzionale per lo sviluppo organizzativo futuro. Di conseguenza, il 10 settembre 2010 è stata fondata una nuova organizzazione indipendente, l'Associazione del Patto Mondiale delle Nazioni Unite Bulgaria. I suoi membri sono composti da 20 aziende leader e organizzazioni operanti in Bulgaria, così come anche da membri del Patto stesso. L'associazione è gestita da un Comitato direttivo e un Comitato di controllo. I loro obbiettivi sono di apprendere l'uno dall'altro, comunicare, generare una mobilitazione e avviare il dialogo o la partnership con altri attori, come enti governativi, autorità locali, sindacati e organizzazioni della società civile.

### Città del Vaticano
Nel discorso al Corpo Diplomatico del 1º luglio 2019, papa Francesco ha dichiarato che «"la Santa Sede si è adoperata attivamente nei negoziati e per l’adozione dei due Global Compacts». Il 10 e 11 dicembre 2018, il Segretario di Stato vaticano card. Parolin era intervenuto a Marrakech  durante i negoziati conclusivi del trattato.

### Francia
Il Network del Patto Mondiale in Francia è stato fondato nel 2004. Costituisce il secondo network locale più grande del Patto Mondiale delle Nazioni Unite dopo quello spagnolo, con più di 1.100 partecipanti nel 2017. Il principale scopo del Network del Patto Mondiale in Francia è quello di aggiungere un valore specifico dei partecipanti francesi al Patto Mondiale, di modo da supportarli nell'ottenere progressi nel loro approccio CSR ed allargare il network stesso del Patto. Il network è interamente finanziato dai suoi membri.

### Germania
Il Network del Patto Mondiale in Germania è stato fondato nel 2000, su iniziativa di alcune aziende tedesco e come una delle prime piattaforme nazionali. I suoi compiti e doveri come network ufficiale del Patto sono definiti all'interno di un Memorandum d'intesa con il Patto Mondiale delle Nazioni Unite; il network può tenere la sua denominazione fintanto che ottempera ai compiti in esso incluso e rispetta tutti i suoi doveri.
Il Network mette insieme tutti i firmatari di nazionalità tedesca del Patto Mondiale delle Nazioni Unite. La rete comprende più di 780 aziende tedesche e organizzazioni della società civile, del mondo scientifico e del settore pubblico. Il suo scopo è quello di fornire informazioni su temi di responsabilità aziendale, fornire una piattaforma di scambio di idee e per sviluppare delle soluzioni pratiche comuni.

### India
Il Network del Patto Mondiale in India (GCNI, dall'inglese Global Compact Network India) è stato fondato da organizzazioni indiane che hanno partecipato al Patto Mondiale delle Nazioni Unite. È stato registrato il 24 novembre 2003, e il suo principale obbiettivo è quello di fornire un luogo di discussione a varie aziende e organizzazioni indiane per scambiare idee, contatti e lavorare insieme su attività relative al CSR. Ci si aspetta che il network promuova lo sviluppo sostenibile, oltre a incoraggiare una buona cittadinanza aziendale. Il network agisce come un'agenzia di vertice rappresentando varie aziende, compagnie, istituzioni, ONG indiane che hanno sottoscritto i principi del Patto Mondiale delle Nazioni Unite.
Il Network in India è stato uno delle iniziative locali pioniere del Patto Mondiale, essendo uno dei primi network nazionali a esser stato creato come ente legalmente riconosciuto. Nel corso degli anni il network ha visto una modesta crescita ed è stata in grado di creare una nicchia per sé stessa all'interno degli impegni della comunità imprenditoriale indirizzata verso la realizzazione di una visione di sviluppo sostenibile in India.
Attualmente il GCNI è guidato dal Presidente Rajesh Kumar Srivastava. Egli è affiancato da quattro Vicepresidenti: Vaishali Nigam Sinha per la Regione settentrionale, Somesh Biswas per la Regione orientale, Anirban Ghosh per la Regione occidentale e Thakur Pherwani per la Regione meridionale. Il ruolo di Segretario è ricoperto da Ajeet Kumar Sharma, mentre quello di Tesoriere da Niraj Priyadershi.

### Italia
Il Network del Patto mondiale delle Nazioni Unite in Italia (dall'inglese, UN Global Compact Network Italia) è stato fondato nel 2002, con lo scopo di contribuire all'implementazione in Italia degli obbiettivi del Patto mondiale. La sua formazione fu resa possibile grazie al ruolo assunto dall'organizzazione civica Cittadinanzattiva. la quale già nel 2001 si propose, su richiesta del Patto mondiale, come piattaforma iniziale per lo sviluppo del network italiano. Già alla sua fondazione, il Network italiano poteva contare sulla collaborazione di varie istituzioni, imprese e università, tra cui l'Ufficio per l'Italia del Programma delle Nazioni Unite per lo sviluppo (UNDP), la Regione Toscana, il Comune di Torino, la Camera di Commercio di Milano, il sindacato della CISL, la Fondazione Eni Enrico Mattei, l'Università Bocconi e la Scuola Superiore Sant'Anna di Pisa.
Lo scopo del Network italiano è articolato in vari obbiettivi, tra cui il venir riconosciuto come interlocutore istituzionale che rappresenti le istanze delle imprese, aumentare la conoscenza e la partecipazione italiana al Patto e contribuire a rendere la sostenibilità come un punto fermo nel disegno di "un futuro più efficiente, equo e sicuro e nella gestione delle risorse."
Dal 2003 il coordinamento del Network è stato gestito direttamente dall'Organizzazione Internazionale del Lavoro (dall'inglese, International Labour Organization o ILO), all'interno del progetto più ampio denominato "Sviluppo sostenibile attraverso il Patto Mondiale", finanziato dal Ministero degli Affari esteri e avente come scopo quello di fungere non solo da strumento di promozione del Patto in Italia, ma anche come "veicolo di diffusione della responsabilità sociale attraverso i principali strumenti internazionali in materia."

#### Partecipanti al Network
Il Network italiano può contare attualmente sull'adesione di 552 partecipanti, di cui:
- 305 piccole e medie imprese;
- 184 aziende italiane (tra cui Eni, Enel, Ferrari, Leonardo, RCS Mediagroup, Sielte, Snam, Moncler, Nexi, ecc.);
- 16 ONG internazionali (tra cui ActionAid Italia, Istituto internazionale di diritto umanitario, Associazione Don Bosco 2000, Eutopian, Amref Health Africa Onlus, ecc.);
- 13 ONG nazionali (tra cui Cittadinanzattiva, Oxfam Italia, Centro Euro-Mediterraneo sui Cambiamenti Climatici, KARIBU Società cooperativa sociale integrata, Dianova Cooperativa Sociale, ecc.);
- 11 associazioni d'impresa italiane (tra cui Confindustria Piemonte, Unione Industriale Torino, Assorisorse, Confprofessioni, ecc.);
- 7 enti di formazione e università italiane (Università degli Studi della Tuscia, Università Ca' Foscari Venezia, Venice International University, Università degli Studi di Roma Tor Vergata, Fondazione Eni Enrico Mattei, Scuola Superiore Sant'Anna, ALTIS);
- 7 organizzazioni del settore pubblico (Camera di commercio di Padova, Camera di commercio di Cosenza, Tunnel Euralpin Lyon Turin, Comitato olimpico nazionale italiano, Galleria di base del Brennero, International Emergency Management Organization e l'Automobile Club Italia);
- 6 fondazioni italiane (Fondazione EOS - Edison Orizzonte Sociale, Fondazione Ecosistemi, Fondazione Centro Internazionale Monitoraggio Ambientale CIMA, Fondazione Marisa Bellisario, Fondazione Sodalitas e la Fondazione per lo sviluppo sostenibile);
- Un'associazione nazionale (Unione Forense per la tutela dei diritti umani);
- Un'associazione d'impresa internazionale (E4Impact Foundation);
- Un comune italiano (ex-Comune di Vigo di Fassa).

### Messico
Il Network del Patto Mondiale in Messico è stato istituito come entità legale indipendente il 9 giugno 2005, grazie all'iniziativa del Programma delle Nazioni Unite per lo sviluppo (UNDP) e con l'approvazione dell'allora Presidente del Messico, Vicente Fox Quezada. Nel 2008, l'allora Segretario generale delle Nazioni Unite, Ban Ki-moon incontrò i Presidenti e i Direttori generali del Network messicano nel corso della sua prima visita ufficiale in Messico.
Il Network messicano è governato da un Consiglio direttivo, eletto dall'Assemblea dei partecipanti al network, in collaborazione con l'Ufficio dell'UNDP in Messico. Attualmente, Mauricio Bonilla Padilla ricopre la carica di Direttore esecutivo del Network messicano, a fianco da altri 10 tra coordinatori e specialisti di settore. Stando a quanto disponibile a febbraio 2022, il Network messicano può contare sull'adesione di 945 entità messicane, di cui 497 piccole e medie imprese (PMI) messicane, 273 aziende messicane, 56 istituti educativi e universitari, 54 ONG locali in Messico, 22 associazioni d'impresa, 20 fondazioni di vario genere, 10 ONG internazionali operanti in Messico, 7 organizzazioni del settore pubblico, 2 associazioni d'impresa internazionali, un sindacato messicano e un'associazione sindacale sindacato. Aderiscono al Network anche la municipalità di Centro, nello stato di Tabasco, e la municipalità di Tapalpa, nello stato di Jalisco.
Il Network messicano ha supportato nel dicembre 2014 l'impegno del settore privato messicano verso il miglioramento dell'uguaglianza di genere nel Paese, riprendendo iniziative come quella "HeforShe" (in italiano, "LuiperLei"), e il notevole supporto dei cittadini della regione nel promuovere la parità di genere e il miglioramento delle condizioni di vita delle donne. Buona parte di tale progresso sta venendo raggiunto con linee guida pratiche sul come le entità e aziende private possano creare un diverso luogo di lavoro, che sia maggiormente inclusivo che possa fungere anche da modello per altre aziende nel mondo.

### Spagna
Il Network del Patto mondiale delle Nazioni Unite in Spagna è il più grande network locale tra quelli firmatari del Patto. Lanciato come entità legale autonoma nel 2004, è gestito da un comitato direttivo con un presidente, vicepresidente, segretario, tesoriere e 16 direttori eletti dall'assemblea generale del Network. Il comitato direttivo include rappresentanti di grandi aziende, di piccole e medie imprese (PMI), del settore pubblico, di enti di formazione e di organizzazioni non governative (ONG). Per poter rispettare la legislazione spagnola, ogni anno l'assemblea generale deve tenere una votazione sulle questioni di bilancio, risoluzioni e sulla nomina del comitato direttivo. Il Network del Patto mondiale delle Nazioni Unite in Spagna è riuscito a coinvolgere le PMI spagnole, sviluppando risorse interattive e strumenti di reportistica, enfatizzando la tutela dei diritti umani attraverso l'impegno espresso dalle aziende locali.
Il Network spagnolo conta attualmente di 2.271 entità partecipanti, operanti nei settori di servizi di supporto, servizi software e informatici, servizi edili e servizi industriali.

### Siria
Il Network del Patto mondiale delle Nazioni Unite in Siria è stata avviato nel luglio 2008, sotto il patrocinio del Presidente della Commissione statale per la pianificazione e in presenza del Vicepresidente del Patto mondiale delle Nazioni Unite. L'iniziativa mira a potenziare il coinvolgimento civico civile e la responsabilità sociale d'impresa del settore privato siriano promuovendo i dieci principi del Patto mondiale, o ancora siglando accordi di cooperazione tra le organizzazioni del settore privato, le istituzioni del settore pubblico e la società civile. L'iniziativa è una collaborazione tra il governo siriano (rappresentato dalla Commissione statale per la pianificazione) e l'Ufficio in Siria del Programma delle Nazioni Unite per lo sviluppo (UNDP).
Il Network siriano può contare attualmente sul coinvolgimento di 15 entità: la banca privata siriana Banque Bemo Saudi Fransi, 12 piccole e medie imprese (PMI) siriane, e una ONG operante nel Paese.

### Membri di rilievo dell'organizzazione
Le aziende di rilievo che hanno aderito al Patto Globale includono, ma non si limitano a, Starbucks, L'Oréal, Bayer AG, Coca-Cola, 3M, Deloitte e Zurn. Oltre ai suoi firmatari, il Patto Globale è stato ripetutamente sostenuto dall'Assemblea Generale delle Nazioni Unite, che ha celebrato il suo 15º anniversario nel giugno 2015 insieme al Segretario Generale Ban Ki-Moon. Quest'ultimo ha dichiarato che "le imprese possono essere una forza globale per il bene" e che "la difesa e l'esempio possono ispirare azioni per garantire una vita dignitosa a tutte le persone."
Altre organizzazioni di rilievo che hanno aderito a questo movimento globale includono:
- Unilever
- Nike[42]
- BMW
- Nestlé
- Procter & Gamble
- Siemens
- PepsiCo
- Johnson & Johnson
- Volkswagen
- Accenture
- H&M
- Shell
- Ford Motor Company
- McDonald's
- ABB
- Danone
- Microsoft
- Meridian Gaming[43]
- Chevron
- Adidas[44]
- Oracle
- KPMG
- Proactis
- Ericsson
- AT&T
- General Electric (GE)